# Vesten
Vesten, den vestlige verden, den vestlige civilisation eller Occidenten (modsat Orienten) er en kulturgeografisk fællesbetegnelse for en række lande, der kulturelt og ideologisk minder om hinanden idet de er liberale demokratier, retssamfund og markedsøkonomier. Som hovedregel omfatter begrebet Vesteuropa, USA, Canada, Australien, New Zealand og Centraleuropa, men grænserne er flydende.
Ifølge (tidligere professor) Niall Ferguson skyldes vestens succes; lægevidenskab, arbejdsetik, forbrugssamfundet, konkurrence, videnskab og ejendomsret.

## Opdeling i første, anden, tredje verden
Begrebet Den tredje verden stammer fra Den kolde Krig og er baseret på, at vesten (dengang kun NATO og dets allierede) var den første, mens den kommunistiske blok (Sovjetunionen, Østeuropa og måske også Kina og Cuba) var den anden, og en række alliancefri lande og ulande med Jugoslavien og Indien i spidsen var den tredje.

## Danmarks Statistik definition
Danmarks Statistik definerer vestlige lande som værende EU, Island, Norge, Storbritannien, Schweiz, San Marino, Liechtenstein, Monaco, Andorra, Vatikanstaten, USA, Canada, Australien og New Zealand. I den sammenhæng omfatter de vestlige lande altså store dele af Østeuropa.